# Federazione pallavolistica dell'Oman
La Federazione omanite di pallavolo (eng. Oman Volleyball Association, OVA) è un'organizzazione fondata per governare la pratica della pallavolo in Oman.
Organizza il campionato maschile e femminile, e pone sotto la propria egida la nazionale maschile e femminile.
Ha aderito alla FIVB nel 1978.